# 光线飞车
《光线飞车》是韓國J2M公司（現稱EA首尔工作室，美商藝電集團成員）於2006年开发的竞速类的网络游戏。光线飞车的游戏背景设在韓國的首都首爾内，是一款写实风格的3D多人在线赛车游戏。光线飞车是一款不根据在线时间收费的免费游戏，最初于2006年在韩国展开运营，随后扩展至中国大陆、香港、台湾、泰国和欧洲各地，现各地均已结束运营。

## 玩法
玩家可以控制車輛左側滑、右側滑和跳躍。側滑可用於衝撞其他車輛，而跳躍分為三段。遊戲中玩家和車輛均有等級，車輛等級影響可裝備之裝備和技能。裝備包括引擎、推進器、煞車、方向盤、排檔和徽章等，均能影響車輛性能。

## 營運
大陆由久游网代理并於2007年11月8日公测并在2010年12月8日停运；香港於2008年由Gameone运营，现已停运；台湾於2009年由億泰利代理运行，已在2013年5月29日停止營運；韓國於2006年由Pmang运行，已在2013年5月21日停止營運；泰國於2013年11月30日停止營運。美商藝電表示，由於《光速城市》營運不佳，因此決定各地結束營運。
雖然《光速城市》在中國大陸、香港、韓國營運不佳，但在台灣、泰國營運良好，卻也在2013年的5/29與同年的11/30結束營運，使得玩家不滿。
但現在，遊戲以使用「私服」的方式重新啟動。